# WTA de Austin
O WTA de Austin – ou ATX Open, atualmente – é um torneio de tênis profissional feminino, de nível WTA 250.
Realizado em Austin, nos Estados Unidos, estreou em 2023. Os jogos são disputados em quadras duras durante o mês de março.

## Finais

### Simples
| Ano  | Campeã         | Vice-campeã       | Resultado |
| ---- | -------------- | ----------------- | --------- |
| 2025 | Jessica Pegula | McCartney Kessler | 7–5, 6–2  |
| 2024 | Yuan Yue       | Wang Xiyu         | 6–4, 7–64 |
| 2023 | Marta Kostyuk  | Varvara Gracheva  | 6–3, 7–5  |

### Duplas
| Ano  | Campeãs                        | Vice-campeãs                         | Resultado        |
| ---- | ------------------------------ | ------------------------------------ | ---------------- |
| 2025 | Anna Blinkova Yuan Yue         | McCartney Kessler Zhang Shuai        | 3–6, 6–1, [10–4] |
| 2024 | Olivia Gadecki Olivia Nicholls | Katarzyna Kawa Bibiane Schoofs       | 6–2, 6–4         |
| 2023 | Erin Routliffe Aldila Sutjiadi | Nicole Melichar-Martinez Ellen Perez | 6–4, 3–6, [10–8] |